# Ki Corona
La Ki Corona è una struttura geologica della superficie di Venere.